# V415 Гидры
V415 Гидры (лат. V415 Hydrae), HD 81421 — двойная вращающаяся эллипсоидальная переменная звезда (ELL)* в созвездии Гидры на расстоянии приблизительно 247 световых лет (около 75,8 парсек) от Солнца. Звёздная величина диапазона Hp звезды — от +7,1m до +7,07m. Орбитальный период — около 0,9795 суток (23,508 часа).
Открыта группой астрономов проекта Hipparcos в 1997 году*.

## Характеристики
Первый компонент — белая пульсирующая переменная звезда типа Гаммы Золотой Рыбы (GDOR:) спектрального класса A5II(m), или A3. Масса — около 1,669 солнечной, радиус — около 1,713 солнечного, светимость — около 7,069 солнечной. Эффективная температура — около 7317 K.
'

## Планетная система
В 2019 году учёными, анализирующими данные проектов Hipparcos и Gaia, у звезды обнаружена планета HIP 46223 b.